# Wasp (Automarke)
Wasp war eine britische Automobilmarke, die zwischen 1907 und 1908 von den Wherf Motor Works Thomas Renk in London gebaut wurde.
Die beiden Modelle hatten Sechszylinder-Reihenmotoren. Der 25 hp hatte 3,0 l Hubraum, der 50/60 hp gar 8,1 l. Der Motor des größeren Modells kam von Mutel.